# Jökulsárlón

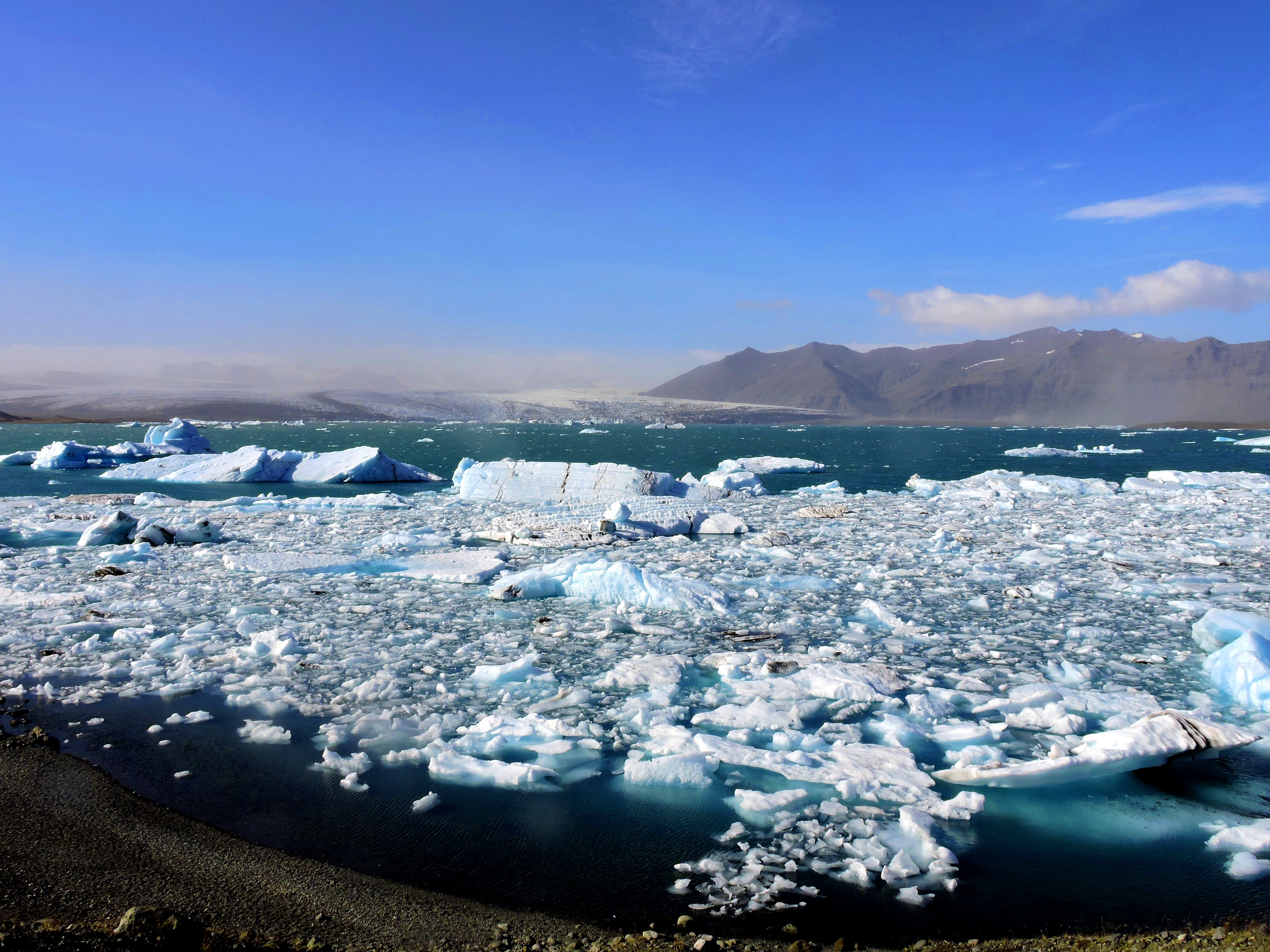
Lago glaciale Jökulsárlón con gli iceberg

Jökulsárlón è il più grande e più conosciuto lago di origine glaciale dell'Islanda. Situato a sud del ghiacciaio Vatnajökull, tra il Parco nazionale Skaftafell e la città di Höfn, apparve per la prima volta tra il 1934 e il 1935 e dal 1975 crebbe dai 7,9 km² agli attuali 18 km² di superficie, a causa dello scioglimento accelerato dei ghiacciai islandesi. Possiede una profondità massima di 260 m, il che lo rende il lago più profondo d'Islanda.
Una delle sue caratteristiche più sorprendenti è la presenza di numerosi iceberg che derivano dalla lingua del ghiacciaio del Breiðamerkurjökull. Vicino allo Jökulsárlón si trovano altri due laghi glaciali: il Fjallsárlón e il Breiðárlón.

## Caratteristiche
I blocchi di ghiaccio che cadono dal fronte del ghiacciaio Vatnajökull, in particolare dalla parte chiamata Breiðamerkurjökull, derivano sul lago, fino raggiungere il mare. I colori di questi piccoli iceberg vanno dal turchese al blu profondo, ma anche giallo a causa del solfuro di origine vulcanica, nero per colpa delle cenere, e ovviamente bianco, in diverse tonalità.

## Storia
Intorno al 900 dC, quando i primi coloni arrivarono in Islanda, il bordo del Breiðamerkurjökull era circa 20 chilometri più a nord rispetto alla sua posizione attuale. Durante il breve periodo glaciale, tra il 1600 e il 1900, le temperature fredde che prevalgono in queste latitudini fecero crescere il ghiacciaio di circa 1 chilometro. Poi, con l'aumento delle temperature tra il 1920 e il 1965, nuove modifiche trasformarono il ghiacciaio. Cominciarono a cadere rapidamente dei pezzi di ghiaccio di varie dimensioni, creando nella loro scia una laguna, negli anni 1934-1935. Le sue dimensioni passarono da 7,9 km² nel 1975 a 18 km² oggi.

## Geografia

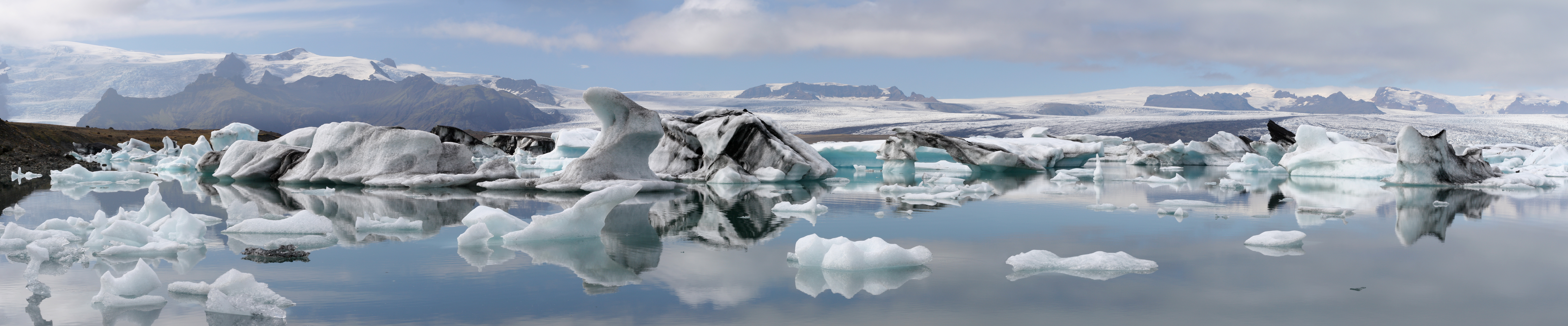
Iceberg sul lago

Il lago si trova a 250 chilometri da Reykjavík, a 75 chilometri ad ovest della città di Höfn, e a 60 chilometri all'est del Parco nazionale di Skaftafell. La Strada N°1 che ci porta, passa vicino a una dozzina di altri ghiacciai, che pure loro si ritirano, e include un ponte che passa sopra alla bocca del lago, nella sua parte sud. Dei parcheggi sono stati costruiti per facilitare l'accesso ai visitatori.
Il lago Jökulsárlón offre una vista eccezionale sulla calotta ghiacciaia, grande cupola di ghiaccio che sorge ad un'altezza di 910 metri. Comincia a scivolare 19 chilometri prima di raggiungere la laguna. In estate, gli iceberg possono derivare nel lago, fino alla sua bocca, dove si fondono gradualmente prima di scomparire nel mare. D'inverno, il lago congela e blocca gli iceberg. Gli enormi blocchi di ghiaccio che si staccano dal Vatnajökull possono raggiungere i 30 m di altezza.
La velocità impressionante alla quale il Vatnajökull si ritira suggerisce la possibile nascita di un fiordo profondo. Inoltre, questo fenomeno di scioglimento è anche visto come una minaccia a lungo termine per la Strada nº1. Delle misure di protezione per il ponte sono già state messe in atto, compresa la costruzione di una diga. Quest'ultima facilita l'accesso al sito per le macchine di cantiere e di protezione, come durante la posa di pietre per evitare agli iceberg di colpire i pilastri del ponte.

## Attività

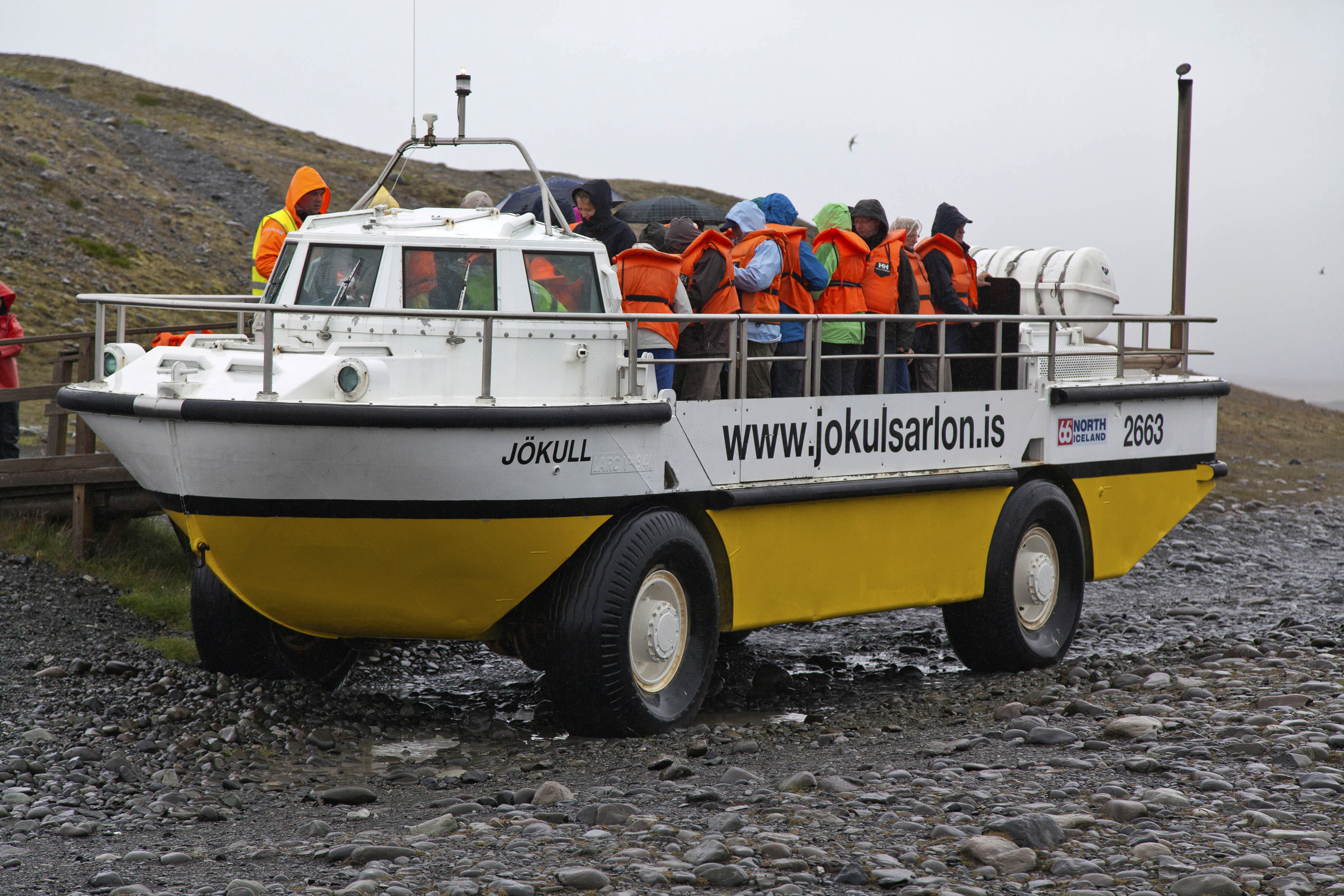
Barca turistica anfibia

Il lago è molto popolare: i turisti che passano dalla Strada nº1 ci si fermano spesso. È possibile navigare sul lago grazie a delle barche anfibie o gommoni. I primi giri in barca commerciali iniziarono nel 1985. Guðbrandur Jóhannesson, che ora possiede e gestisce l'agenzia di viaggi Vatnajökull, è stato il pioniere di questo business. In due anni, circa 5.000 passeggeri avevano già navigato sul lago grazie a due piccole imbarcazioni che componevano l'intera flotta della società. L'anno seguente, un veicolo anfibio, il LARC - V, si unì alla flotta. La società Jokulsarlon EHF ha ormai trenta impiegati stagionali, quattro navi anfibie, e riceve tra i 60.000 e 70.000 passeggeri ogni anno.

## Fauna
Il lago è pieno di pesci che arrivano dal mare grazie alle maree. Le foche si riuniscono alla bocca del lago per catturarli. Possono essere viste mentre nuotano nel lago, o quando sono sdraiate sugli iceberg.
Un gran numero di uccelli marini, come le sterne artiche o i gabbiani hanno i loro nidi nelle vicinanze, e si riuniscono per la cattura delle aringhe, trote, dei salmoni e altri pesci o ancora del krill. Durante la stagione estiva, lo stercorario maggiore costruisce il proprio nido sul lago. Questi ultimi, riconoscibili grazie ai loro colori scuri e decorazioni bianche sulle ali, sono anche chiamati "pirati del mare". Molto aggressivi, possono molestare altri uccelli come le sule bassane, presenti anche loro intorno al lago. Sono anche predatori delle famose pulcinelle di mare, molto numerose in Islanda.

## Film
Il lago è servito da sfondo per diversi film, tra i quali due film della serie James Bond: 007 - Bersaglio mobile e La morte può attendere. È servito anche in Batman Begins e Lara Croft: Tomb Raider, per ambientare un villaggio siberiano.